# Roberto Farinacci

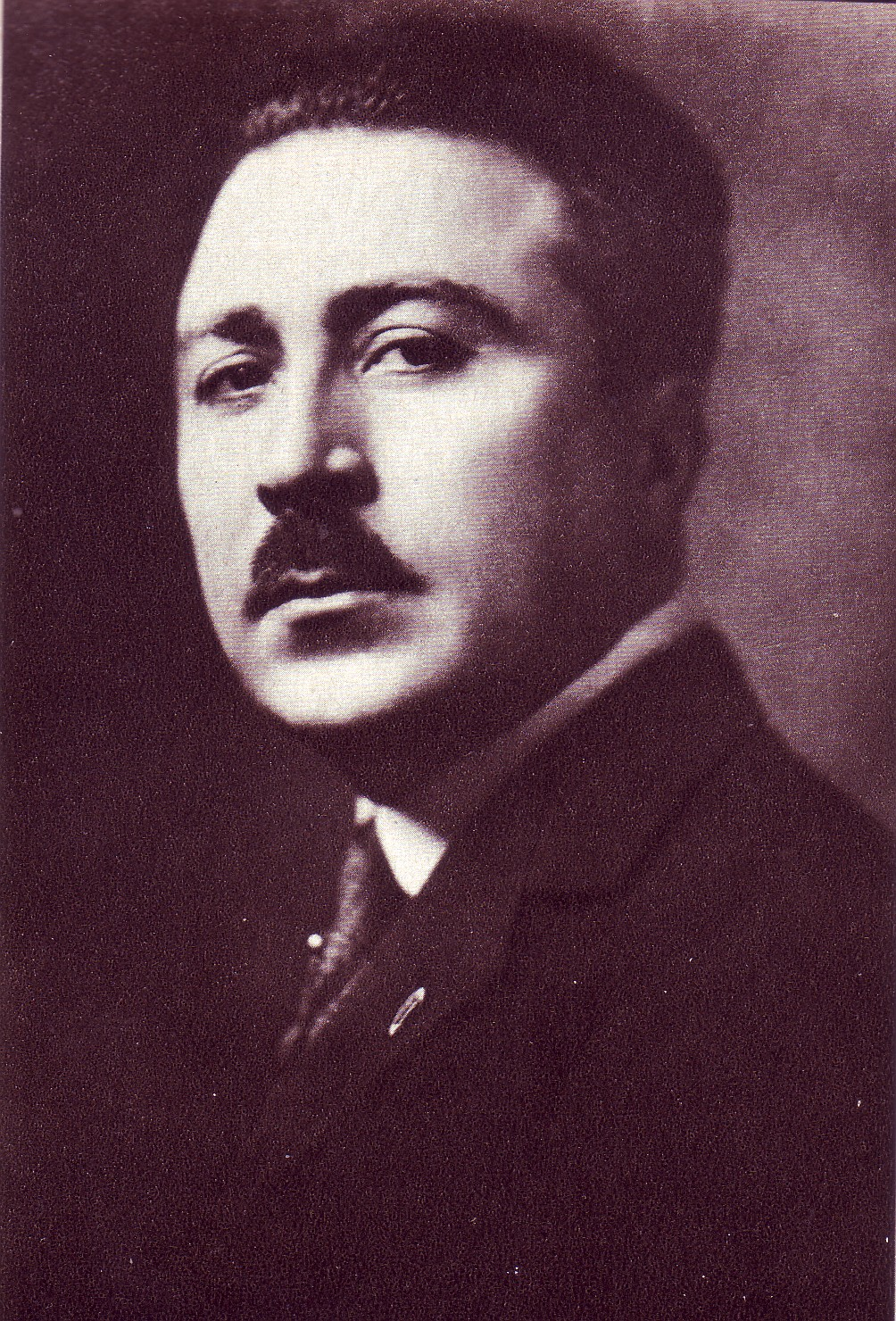

Roberto Farinacci, född 16 oktober 1892 i Isernia, Molise, död 28 april 1945 i Vimercate, Lombardiet, var en italiensk politiker.
Farinacci var ursprungligen järnvägstjänsteman, senare även advokat. Han var som ung socialist, och verkade för Italiens inträde i första världskriget. Efter fredsslutet blev Farinacci en av Benito Mussolinis främsta medarbetare. Han tog 1922 säte i deputeradekammaren, där han fram till 1926 ledde en extremistisk grupp, som han sedan fortsättningsvis tillhörde. Efter Giacomo Matteottis död var Farinacci 1924-1926 generalsekreterare i fascistpartiet och genomförde en grundlig reorganisation inom detta. Hans motstånd mot Mussolinis Vatikanpolitik föranledde hans avgång. Därefter ledde Farinacci bland annat den av honom grundade, inflytelserika tidningen Cremona nuova.